# 乾英明
乾 英明（いぬい ひであき、1981年7月2日 - ）は日本のシンガーソングライター、ギタリスト、作詞家、作曲家、編曲家、音楽プロデューサー。岐阜県出身。ヤマハミュージックエンタテインメントホールディングス所属。
乾 ひであき名義で松野恭平との音楽プロデュースユニット「DogP」名義での楽曲提供も行う。

## 来歴
2005年、バンド黒赤ちゃんのギタリスト、サイドボーカルとして第一興商Root Musicよりデビュー。
2010年2月、「前向きな模索」を宣言し、黒赤ちゃんの活動を休止。
2010年よりソロ活動、バンドカモシカプールに参加。
2012年、カモシカプールを脱退し、タイ、イタリア、ロサンゼルスなどでのレコーディングやイベント参加。武者修行を行い、2014年から本格的に作家、プロデュース活動を始める。
2014年、SCM MUSICのアニソンカバーアルバム制作。
2014年、テレビアニメ『精霊使いの剣舞』BD・DVD第2巻特典CD テルミヌス・エスト（CV：加隈亜衣）キャラクターソング「Dance In Dreams」作曲（KADOKAWA メディアファクトリー）
2015年3月下旬放映のブシロードCMソング「カードゲームしよ！！」作曲（ブシロードミュージック）
2015年、テレビアニメ『アブソリュート・デュオ』BD・DVD第1巻特典CD ユリエ＝シグトゥーナ（CV：山本希望）キャラクターソング「ひかり」 作曲（KADOKAWA メディアファクトリー）
2015年よりアイドルグループ「アオハルsince2015」の音楽プロデュース開始。
2016年より盟友、松野恭平との音楽プロデュースユニット「DogP」としても活動を始める。

## 提供作品

### 乾ひであき名義
- アニメ　アブソリュートデュオ　キャラクターソング　ひかり　ユリエ＝シグトゥーナ（CV山本希望）（作曲）
- アニメ　精霊使いの剣舞　　　キャラクターソング　dance in dreams  テルミヌス　エスト（CV加隈　亜衣）（作曲）
- アニメ　精霊使いの剣舞　　　キャラクターソング　天つ風、青き夢　エリス　ファーレガント　(CV:石上静香)（共作曲）
- LiT
  - 青春∞ループ（作詞・作曲・編曲）
  - パラレルコースター（作詞・作曲・編曲）
  - リア充センセーション（作詞・作曲・編曲）
  - カードゲームしよ子（CV：三森すずこ）（ブシロード　CMソング）　カードゲームしよ！！（作曲）

### DogP名義
- 超特急
  - My Buddy（作曲・共編曲）
  - フジテレビ系『警視庁いきもの係』主題歌

- バンドじゃないもん!
  - 結構なお点前で（作詞・作曲・編曲）
  - ナナコロ！（作詞・作曲・編曲）

- NHK『だから私は推しました』
  - 劇中歌「おちゃのこサニサイ」「サイリウム・プラネット」「ただいまミライ」 歌 - サニーサイドアップ（作詞・作曲・編曲）

- 日本テレビ『ランチ探偵』
  - 主題歌「恋愛ランチ」 歌 - つぼみ大革命（共作詞 作曲・編曲）  つぼみ大革命　　笑DNA    （共作詞 作曲・編曲）
- つぼみ大革命　ノーテンキパラダイス　（共作詞 作曲・編曲）
- つぼみ大革命　viva人類 (共作詞　作曲編曲）
- 宍戸桃子（CANDY GO!GO!）
  - ボーイフレンドの定義（作詞・作曲・編曲）
  - Re: 大丈夫（作詞・作曲・編曲）

- アイドルカレッジ
  - ハイ！ハイ！ハイジャンプ（作詞・作曲・編曲）

- Ange☆Reve
  - Angel Sign（作詞・作曲・編曲）
  - winding road （作詞・作曲・編曲）

- 先導アイチ（CV：代永翼）＆櫂トシキ（CV：佐藤拓也）
  - GIFT from THE FIGHT!!（作曲）
  - 『カードファイト!! ヴァンガード』エンディングテーマ

- 渥美半島ゆるキャラ　カイくん　カイくんのテーマ（小田　真奈美）
- えのぐ　 Its笑time　（作詞作曲編曲）
- DAN⇄JYO
  - Boys&Girls（作詞・作曲・編曲）
  - 出囃子　over tune  (作編曲)